# The Crowd
The Crowd este un film mut american din 1928, regizat de King Vidor avându-i în rolurile principale pe James Murray, Eleanor Boardman și Bert Roach. Filmul este un lungmetraj influent și apreciat, care a fost nominalizat la prima ediție a premiilor Oscar în 1929, pentru mai multe categorii, inclusiv producție unică și artistică pentru MGM și cel mai bun regizor pentru Vidor.
Kevin Brownlow și David Gill au restaurat The Crowd în 1981, iar acesta a fost lansat cu sunet de către Carl Davis. În 1989, filmul a fost unul dintre primele 25 de filme alese de Biblioteca Congresului pentru păstrare în National Film Registry al Statelor Unite pentru că este „important din punct de vedere cultural, istoric sau estetic”. În februarie 2020, filmul a fost prezentat la cea de-a 70-a ediție a Festivalului Internațional de Film de la Berlin, ca parte a unei retrospective dedicate carierei lui Vidor.

## Distribuție
- Eleanor Boardman - Mary Sims
- James Murray - John Sims
- Bert Roach - Bert
- Estelle Clark - Jane
- Daniel G. Tomlinson - Jim
- Dell Henderson - Dick
- Lucy Beaumont - mama lui Mary
- Freddie Burke Frederick - "Junior"
- Alice Mildred Puter - fiica